# Галеакала (вулкан)
Халеакала (гав. Haleakalā) або Вулкан Східного Мауї — великий щитовий вулкан, який займає більш ніж 75 % гавайського острова Мауї. Решту 25 % острову сформовані з Гір Західного Мауї. Найвищий пік Халеакала, Пуу-Улаула (Червоний пагорб) розташований на висоті 3055 м над рівнем моря. Назва означає «Дім сонця» і пов'язана з легендою, що напівбог Мауї спіймав Сонце.
На вершині сплячого вулкана Халеакала встановлено оглядовий телескоп Pan-STARRS (PS1), який входить в систему телескопів панорамного огляду й швидкого реагування, призначених для постійного спостереження небесної сфери для пошуків рухомих об'єктів у космічному просторі. Передбачається, що спостереження дасть змогу відкрити величезну кількість досі невідомих астероїдів, комет, змінних зір та інших космічних об'єктів.